# 中田圭祐
中田圭祐（日语：／ Nakata Keisuke；1995年11月27日—）是日本男演員，出身自神奈川縣，Tristone Entertainment旗下藝人。

## 作品列表

### 電視劇
- 毒島百合子的赤裸裸日記 第1集（2016年4月21日，TBS）：飾演 町井
- 你還是不懂群馬（2017年3月7日－28日，日本電視台）：飾演 富岡
- 寬鬆世代又怎樣 純米吟釀純情篇（2017年7月2日、9日，日本電視台）
- 瑟西爾男孩 第1集（2017年7月27日，富士電視台）：飾演 中川耕祐，主演
- 明日的約定 第8集（2017年12月5日，關西電視台、富士電視台）：飾演 本莊和真
- 花過天晴～花樣男子 Next Season～（2018年4月17日－6月25日，TBS）：飾演 榮美杉丸
- 製作英雄之男 石之森章太郎物語（2018年8月25日，日本電視台）：飾演 藤子·F·不二雄
- 在不白不黑的世界裏，熊貓笑了。（2020年1月12日－3月15日，讀賣電視台、日本電視台）：飾演 小園武史
- 危險2人-K2- 池袋署刑事課神崎·黑木 第2集（2020年9月18日，TBS）：飾演 角倉真斗
- 被背叛的田川的憂鬱（2021年7月14日－9月1日，MBS）：飾演 久民浩平
- 螺旋的迷宮～DNA科學搜查～（2021年10月15日－11月26日，東京電視台）：飾演 瓜生夏樹
- 明天，我會成為誰的女友 第2集、第12集（2022年4月20日、6月29日，MBS、TBS）：飾演 高木

### 電影
- 與妳的第100次愛戀（2017年2月4日）：飾演 日向祐斗
- 我想吃掉你的胰臟（2017年7月28日）：飾演 中田毅
- 那些年，我們一起追的女孩（2018年10月5日）：飾演 秋山壽音
- 信號100（2020年1月24日）：飾演 羽柴健太

## 外部連結
- 經紀公司個人資料頁面（日語）